# Jeremy Zucker
Jeremy Scott Zucker, född 3 mars 1996 i New Jersey, är en amerikansk sångare och låtskrivare. Bland hans mest känd för sina låtar Comethru (2018), All the Kids Are Depressed (2018) och You Were Good to Me (2019). Sedan han först började publicera musik 2015 har Zucker släppt flera EP:s och två fullängdsalbum, Love Is Not Dying (2020) och Crusher (2021).

## Biografi
Jeremy Scott Zucker växte upp i ett musikaliskt hushåll med sina föräldrar och två äldre bröder. Medan han studerade på Ramapo High School började han göra musik i sitt sovrum och gick senare med i ett band som hette "Foreshadows". Den första låten han någonsin skrivit handlade om hans brors rädsla för höjder. Efter gymnasiet gick han på Colorado College där han avlade examen 2018 med en examen i molekylärbiologi. Innan han producerade sin egen musik var hans första jobb som snowboardinstruktör.

## Diskografi

### EP
- Beach Island (2015)
- Breathe (2015)
- Motions (2016-2017)
- idle (2017)
- stripped. (2018)
- glisten (2018)
- summer, (2018)
- brent (2019)
- brent ii (2021)

### Singel
- Melody (2015)
- Flying Kites (2015)
- Bout it (med Daniel James och Benjamin 0) (2015)
- Peace Sings (2016)
- Weakness (2016)
- Paradise (med Cisco the Nomad) (2016)
- When You Wake Up (2016)
- Upside Down (med Daniel James) (2016)
- Idk Love (2017)
- All the kids are depressed (2018)
- comethru (2018)
- You were good to me (med Chelsea Cutler) (2019)
- Oh, Mexico (2019)
- Always, i'll care (2020)
- Not ur friend (2020)
- julia (2020)